# За мільярд років
«За мілья́рд ро́ків» (англ. Across a Billion Years) — науково-фантастичний роман американського письменника Роберта Сілвеберга, присвячений пошукам археологами XXIV століття слідів таємничої космічної надцивілізації, що існувала приблизно мільярд років тому. Роман написано у формі послань, які головний герой, молодий археолог Том Райс, надиктував для своєї прикутої до ліжка сестри-близнюка Лорі.

## Персонажі

### Археологи, учасники експедиції
- Том Райс — землянин, археолог, який нещодавно закінчив освіту і вирушає в першу експедицію. На початку роману йому виповнюється 22 роки.
- Яна Мортенсен — юна землянка, археолог.
- Доктор Мілтон Шейн — один з керівників експедиції, великий палеоархеолог.
- Доктор Хорккк — один з керівників експедиції. Родом з планети Тххха. Вважається найбільшим фахівцем з мови Вищих.
- Піланізул — фахівець з інтуїтивного аналізу, уродженець Шіламака. За звичаями своєї раси, протягом життя поступово замінив більшість частин тіла механічними пристосуваннями, які (розмірковуючи або нервовуючись) часто відкручує і прикручує назад.
- Лерой Чанг — професор палеоархеології з Гарварду, китаєць (за власним твердженням). Протягом роману активно домагається до обох жінок в експедиції (включно з андроїдкою Келлі).
- Саул Шахмун — уродженець Бейрута, вік близько сорока років. Спеціаліст із хронології. Захоплений філателіст.
- Стін Стін — каламоріанин, гермафродит, як і інші представники раси.
- 408б — негуманоїд (оповідач називає його пародією на восьминога). Палеотехнолог.
- Міррик — негуманоїд (оповідач порівнює його з носорогом). Виконує в експедиції роль чорнороба. Схильний до поїдання квітів, які діють на нього п'янко.
- Келлі Вочмен — андроїдка, що виглядає як юна дівчина. Фахівчиня з вакуумних розкопок, напарниця Мірріка.

### Інші персонажі
- Діхн Рууу — робот Вищих.
- Лорі Райс — паралізована сестра-близнюк Тома, має телепатичні здібності. Її часто згадує брат. Бере безпосередню участь у фінальній сцені.
- Нік Людвіг — капітан планетольота, що доставив героїв у систему РРР 1145591

## Сюжет
2375 рік. Експедиція, що складається з одинадцяти археологів різних рас, вирушає на планету Хігбі-5 з метою вивчити сліди перебування Вищих — могутньої і маловивченої космічної цивілізації, яка ймовірно покинула Галактику 850 млн років тому. Під час розкопок табору Вищих герої виявляють загадковий кулястий артефакт зі сплаву золота. Пізніше випадково виявляється, що цей об'єкт може відтворювати відеозаписи про Вищих і їхні цивілізації. Під час перегляду герої бачать запис того, як Вищі споруджують штучну печеру на якомусь астероїді, у якій вставляють суцільнометалеві двері і залишають свого робота замкненим. Райсу спадає на думку ідея відшукати цей астероїд, що незабаром здійснюється (за допомогою обсерваторії на Місяці, зв'язок з якою забезпечують телепати). Експедиція залишає Хігбі-5 і вирушає до РРР 1145591 — безіменної зірки за 72 св. р. від землі, в системі якої перебуває шуканий астероїд.
Знайшовши і розкривши печеру (при цьому гине 408б), археологи знаходять робота, що перебував під замком близько мільярда років. Робот вивчає англійську мову, якою спілкуються вчені, і намагається знайти на небі зірку, навколо якої обертається рідна планета. Це не вдається, що спонукає робота і членів експедиції вирушити в район зірки Мак-Барні, поблизу якої розташована колонія Вищих. Прибувши на планету Мак-Барні-4, герої виявляють колонію, заселену роботами Вищих, а також знаходять пояснення зникненню зірки — навколо неї за час, що минув від візиту на астероїд, споруджено сферу Дайсона. Вирушивши на Мирт — рідну планету Вищих — археологи з'ясовують, що за останні чотири мільйони років не народився жоден з Вищих, і зустрічають одного з останніх представників цивілізації, старого, що перебуває в несвідомому стані. Райс виявляє артефакти, які виявилися пристроями для телепатичного зв'язку з будь-яким жителем Всесвіту, що відкриває людству нові перспективи.